# Dieter Engelhardt (Fußballspieler)

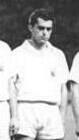
Dieter Engelhardt, 1964

Dieter Engelhardt (* 18. August 1938 in Heideloh; † 30. November 2018 in Bennewitz) war Fußballspieler im Bereich des DDR-Fußball-Verbandes. Dort war er in der höchsten Spielklasse, der DDR-Oberliga, für den SC Rotation Leipzig, den SC Leipzig und den 1. FC Lokomotive Leipzig aktiv. Engelhardt ist dreifacher Fußballnationalspieler und gehörte zur DDR-Olympiaauswahl, die 1964 die Bronzemedaille gewann.

## Fußballsportliche Laufbahn

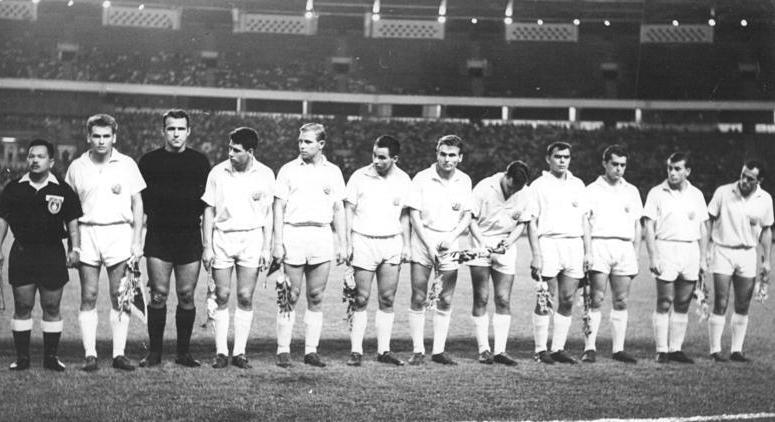
Dieter Engelhardt (dritter vorn rechts) mit der DDR-Nationalmannschaft im Jahr 1964

### SC Rotation
Engelhardt begann seine fußballerische Laufbahn mit neun Jahren in Sandersdorf und spielte dort bis 1957, zuletzt mit der Betriebssportgemeinschaft (BSG) Aktivist Sandersdorf in der viertklassigen Bezirksliga Halle. In der Rückrunde der Saison 1957 bestritt Engelhardt seine ersten Spiele für den SC Rotation Leipzig in der DDR-Oberliga. Seinen Oberligaeinstand gab er am 8. September 1957 in der Begegnung des 16. Spieltages Motor Zwickau – SC Rotation Leipzig (1:2) als Rechtsaußenstürmer. Bis zum Saisonende wurde der 19-Jährige noch in drei weiteren Oberligaspielen eingesetzt. Bereits eine Saison später hatte sich Engelhardt als Stammspieler durchgesetzt, auf Rechtsaußen – diese Position behielt er auch in den folgenden Jahren – wurde er in allen 26 Punktspielen eingesetzt. Erst am 7. August 1960 fehlte er erstmals nach 65 Einsätzen bei einem Oberligaspiel. Bis zum Ende der Saison 1962/63, der DDR-Fußball spielte inzwischen im Sommer-Frühjahr-Rhythmus, hatte Engelhardt für den SC Rotation 145 Oberligaspiele bestritten und dabei 21 Tore erzielt.

### SC Leipzig
Im Juni 1963 wurde der Fußball in Leipzig neu organisiert, die Sportclubs Rotation und Lokomotive wurden aufgelöst und der neue Sportclub Leipzig gegründet. Die vermeintlich besten Fußballspieler wurden dem Sportclub zugewiesen, während der „Rest von Leipzig“ in die BSG Chemie eingegliedert wurde. Engelhardt gehörte zum Spielerkreis, der künftig für den SC Leipzig in der Oberliga spielte. Nach einer Phase des Experimentierens mit der neu zusammengestellten Mannschaft ließ Trainer Rudolf Krause Engelhardt abwechselnd rechts oder links im Angriff spielen. Erst in der Rückrunde setzte Krause Engelhardt durchgehend als Mittelstürmer ein. Engelhardt hatte in der neuen Umgehung keine Anpassungsschwierigkeiten und bestritt 21 der 26 ausgetragenen Punktspiele. Überraschend wurde der Sportclub hinter dem neuen Meister Chemie Leipzig nur Dritter. Zwar erreichte man das Finale des Fußballpokals, unterlag dort aber trotz eines Tors von Engelhardt gegen Aufbau Magdeburg mit 2:3. Die Phase der Fußballsektion des SC Leipzig dauerte lediglich zweieinhalb Jahre. Bis zum Winter 1965 hatte Engelhardt seinen Stammplatz als Mittelstürmer sicher und kam in den in dieser Zeit ausgetragenen 65 Punktspielen zu 52 Einsätzen, in denen er acht Tore erzielte. 1964 gehörte Engelhardt zum Aufgebot der DDR-Olympiaauswahl, die beim olympischen Fußballturnier in Tokio die Bronzemedaille gewann. Er bestritt allerdings nur das erste Vorrundenspiel (DDR – Iran 4:0). Im Jahre 1965 bestritt er zwei Länderspiele mit der DDR-Nachwuchsnationalmannschaft.

### 1. FC Lokomotive
Am 20. Januar 1966 wurde der 1. FC Lokomotive Leipzig durch Ausgründung der Fußballsektion aus dem SC Leipzig ins Leben gerufen. Engelhardt bestritt für den 1. FC Lok 40 Oberligaspiele, in denen er zwei Tore erzielte. Hinzu kommen jeweils ohne Torerfolg drei DDR-Pokalspiele und alle acht Messepokalspiele der Leipziger in der Saison 1966/67. 1966 wurde Engelhardt zu drei A-Länderspielen berufen. In diesen Testspielen zur Vorbereitung auf die EM-Qualifikation probierte Trainer Károly Sós den Leipziger als rechten Stürmer aus. Dieser bekam aber bereits für sein erstes Spiel am 27. April 1966 (DDR – Schweden 4:1) schlechte Noten. In der zweiten Begegnung am 2. Juli 1966 (DDR–Chile 5:2) wurde er bereits nach 28 Minuten ausgewechselt, während er bei seinem dritten Einsatz am 4. September 1966 beim 6:0-Sieg wenigstens zu einem Torerfolg kam. Trotzdem war damit seine Länderspielkarriere bereits wieder beendet.
Nachdem Engelhardt in der Spielzeit 1966/67 mit 37 Pflichtspieleinsätzen noch einmal eine leistungsstarke Saison als Mittelstürmer absolviert hatte, musste er nach den ersten beiden Punktspielen der Saison 1967/68 wegen einer schweren Verletzung 29-jährig seine leistungssportlichen Laufbahn nach 237 Oberligaspielen mit 31 Toren beenden.